# Alethe diademata
Alethe diademata là một loài chim trong họ Muscicapidae.